# شريان مخيخي سفلي أمامي
شريان مخيخي سفلي أمامي (بالإنجليزية: Anterior inferior cerebellar artery)‏ هو واحد من ثلاثة أزواج من الشرايين المسئولة عن الإمداد الدموي للمخيخ. يتفرعُ الشريان المخيخي السفلي الأمامي من الشريان القاعدي.

## فروعه
يخرجُ منه الفروع التالية:
- شريان تيهي

## مساره
ينشأ الشريان على جانبي الشريان القاعدي عند نقطة التقاء البصلة النخاعية والجسر في جذع الدماغ. له مسار متغير، حيث يمر للخلف لتوزيع الدم على الجزء الأمامي من الجانب السفلي للمخيخ، ويتربط مع كل من الشريان المخيخ الخلفي السفلي (PICA) الفرع من الشريان الفقاري والشريان المخيخ العلوي.
تختلف كمية الأنسجة التي تتلقى إمدادًا بالدم من الشريان الأمامي السفلي المخيخ حسب هيمنة الشريان المخيخ الخلفي السفلي (PICA)، لكنها عادةً تشمل:
- السطح الأمامي السفلي للمخيخ: الجزء السفلي الأمامي من المخيخ.
- الندفة (Flocculus): جزء صغير من المخيخ يقع خلف الجسر.
- الحوصلة المخيخية الوسطى (Middle cerebellar peduncle): أحد الحزم الليفية الرئيسية التي تربط المخيخ بباقي جذع الدماغ.
- الجزء الإنسي السفلي من الجسر (Inferolateral portion of the pons): الجزء السفلي القريب من خط الوسط في الجسر.

## الأهمية السريرية
يعتبر انسداد الشريان الصدغي السفلي الأمامي أمرًا نادرًا، ولكنه يؤدي بشكل عام إلى متلازمة الجسر الجانبي، والمعروفة أيضًا باسم متلازمة الشريان الصدغي السفلي الأمامي. تشمل الأعراض ظهورًا مفاجئًا للدوار والقيء ورعاش العين وصعوبة الكلام والسقوط باتجاه الضرر (بسبب تلف النوى الدهليزية)، ومجموعة متنوعة من الخصائص على نفس الجانب بما في ذلك رنح نصفي، وفقدان جميع أنواع الإحساس على الوجه (بسبب تلف النواة الحسية الرئيسية للثلاثي التوائم)، وشلل الوجه (بسبب تلف النواة الوجهية)، وفقدان السمع والطنين (بسبب تلف النوى القوقعية). تلف النواة الوجهية والشلل الناتج عنها خاصتان بآفات الشريان الصدغي السفلي الأمامي، وقد يكونان أكثر المحددات السريرية تميزًا لهذا النوع من السكتة الدماغية قبل إجراء فحص تصوير مقطعي محوسب أو تصوير بالرنين المغناطيسي.
قد يظهر الدوار أحيانًا كعرض منفرد لعدة أسابيع أو أشهر قبل حدوث نقص تروية حاد واحتياف دماغي، ربما بسبب نقص تروية عابرة للأذن الداخلية أو العصب الدهليزي.

هناك أيضًا فقدان للإحساس بالألم ودرجة الحرارة من الأطراف والجذع الجانبي (الجانب المعاكس)، والذي يمكن أن يؤدي إلى خلط تشخيصي مع متلازمة النخاع المستطيل الجانبي، والتي تؤدي أيضًا إلى علامات عصبية "متصالبة" ولكنها لا تسبب عادةً أعراضًا قوقعية أو شلل عضلي وجهي حاد أو فقدًا واسعًا للإحساس الوجهي.